# Niklas Stark
Niklas Stark (Neustadt an der Aisch, 1995. április 15. –) német utánpótlás-válogatott labdarúgó, a Werder Bremen játékosa. A 2014-es U19-es labdarúgó-Európa-bajnokságot megnyerő német U19-es labdarúgó válogatott csapatkapitánya volt.

## Pályafutása
Az FSV Ipsheim és az TSV Neustadt/Aisch csapatainál kezdte elsajátítani a labdarúgás alapjait, majd 2004-ben csatlakozott az 1. FC Nürnberg akadémiájához. 2012-ben egy  négyéves szerződést írt alá a klubbal. Az U19-es csapatnak volt ekkor a csapatkapitánya. A felnőtt keret tagja volt a Sporting Lokeren és az FC Ingolstadt 04 elleni felkészülési mérkőzésen, amely mérkőzéseken pályára is lépett. 2013. április 27-én bemutatkozott a Bundesligában a TSG 1899 Hoffenheim ellen 2-1-re elvesztett idegenbeli mérkőzésen a 46. percben Markus Feulner sérülését követően cserélte be Michael Wiesinger a klub akkori menedzsere, majd nem sokkal később gólpasszt adott Timmy Simonsnak. A következő bajnoki mérkőzésen a Bayer 04 Leverkusen ellen már kezdőként lépett pályára.
2015. augusztus 24-én négyéves szerződést kötött a Hertha BSC csapatával. 2022. május 28-án jelentette be, hogy aláírt a Werder Bremen csapatához. He reportedly signed a four-year contract.

## Válogatott
2011 őszén meghívott kapott a német U17-es labdarúgó válogatottba az azeri U17-es labdarúgó-válogatott elleni felkészülési mérkőzésre, amin pályára is lépett. Részt vett a 2012-es U17-es labdarúgó-Európa-bajnokságon, ahol ezüstérmesként zárt a válogatottal. Részt vett az U19-es labdarúgó válogatottal a Magyarországon megrendezésre kerülő 2014-es U19-es labdarúgó-Európa-bajnokságon, ahol aranyérmesként zárt a válogatottal. Első gólját ezen a Európa-bajnokságon az szerb U19-es labdarúgó-válogatott elleni csoportkör második mérkőzésén szerezte meg.

## Statisztika
2018. május 28. szerint.
| Klub információ       | Klub információ       | Klub információ       | Bajnokság | Bajnokság | Kupa      | Kupa      | Nemzetközi | Nemzetközi | Összesen | Összesen |
| Klub                  | Szezon                | Bajnokság             | Mérk.     | Gól       | Mérk.     | Gól       | Mérk.      | Gól        | Mérk.    | Gól      |
| Németország           | Németország           | Németország           | Bajnokság | Bajnokság | DFB-Pokal | DFB-Pokal | UEFA       | UEFA       | Összesen | Összesen |
| --------------------- | --------------------- | --------------------- | --------- | --------- | --------- | --------- | ---------- | ---------- | -------- | -------- |
| FC Nürnberg           | 2012–13               | Bundesliga            | 3         | 0         | 0         | 0         | —          | —          | 3        | 0        |
| FC Nürnberg           | 2013–14               | Bundesliga            | 21        | 0         | 0         | 0         | —          | —          | 21       | 0        |
| FC Nürnberg           | 2014–15               | Bundesliga 2          | 2         | 0         | 1         | 0         | —          | —          | 3        | 0        |
| FC Nürnberg           | 2015–16               | Bundesliga 2          | 4         | 1         | 1         | 0         | —          | —          | 5        | 1        |
| FC Nürnberg           | Összesen              | Összesen              | 54        | 3         | 2         | 0         | —          | —          | 56       | 3        |
| Hertha BSC            | 2015–16               | Bundesliga            | 21        | 2         | 2         | 0         | —          | —          | 23       | 2        |
| Hertha BSC            | 2016–17               | Bundesliga            | 27        | 1         | 3         | 0         | 2          | 0          | 32       | 1        |
| Hertha BSC            | 2017–18               | Bundesliga            | 26        | 1         | 1         | 1         | 4          | 0          | 31       | 2        |
| Hertha BSC            | Összesen              | Összesen              | 74        | 3         | 6         | 1         | 6          | 0          | 86       | 5        |
| Összesen              | Németország           | Németország           | 129       | 7         | 8         | 1         | 6          | 0          | 142      | 7        |
| Karrier teljesítménye | Karrier teljesítménye | Karrier teljesítménye | 129       | 7         | 8         | 1         | 6          | 0          | 142      | 7        |

## Sikerei, díjai
- Németország U19
  - U19-es labdarúgó-Európa-bajnokság: 2014
- Németország U21
  - U21-es labdarúgó-Európa-bajnokság: 2017